# Otto Biederman
 (mai 2021).
Si vous disposez d'ouvrages ou d'articles de référence ou si vous connaissez des sites web de qualité traitant du thème abordé ici, merci de compléter l'article en donnant les références utiles à sa vérifiabilité et en les liant à la section « Notes et références ».
Pour les articles homonymes, voir Berman et Biederman.
Otto Biederman, connu comme Otto "Abbadabba" Berman (10 août 1891 - 23 octobre 1935) était un comptable du crime organisé américain de la Yiddish Connection. Il est connu pour sa phrase "Ça n'a rien de personnel, ce sont juste les affaires" (Nothing personal, it is just business).

## Biographie
Il est né à New York. Âgé de 15 ans, il fut arrêté et jugé pour une tentative de viol, mais fut déclaré non coupable. Il devint comptable, bien connu pour son habileté à résoudre des équations mathématiques complexes et des expressions algébriques en seulement quelques secondes sans papier ou crayon. Membre de la vie nocturne à New York, il rencontra et se prit d'amitié pour l'écrivain Damon Runyon. Runyon a bâti son personnage récurrent Regret sur Berman, joué par Lynne Overman dans le film Little Miss Marker d'après le roman de Runyon.
Dans les années 1930, Berman devint comptable et conseiller pour le gangster Dutch Schultz. En 1935 il avait une réunion au restaurant Palace Chophouse à Newark (New Jersey) avec Schultz et ses hommes de main Abe Landau et Lulu Rosenkrantz ; ils furent tous tués par des assassins engagés par Lucky Luciano, Berman succombant le second à une décharge de chevrotines. Une photo de son corps criblé de balles apparut avec une photo de Schultz dans l'édition du journal du lendemain, sous le titre "Schultz et ses cinq hommes tués" (Schultz, Five Pals Shot). En fait, seulement quatre autres personnes furent tuées : Berman, Landau, Rosenkrantz et Marty Krompier, un des lieutenants de Schultz. L'article déclara que Berman était un homme de main de Schultz mais Damon Runyon vint défendre Berman auprès du journal.
Dans le roman Billy Bathgate, Berman apparaît comme le mentor du personnage principal.

## Sources
- (en) Cet article est partiellement ou en totalité issu de l’article de Wikipédia en anglais intitulé « Otto Berman » (voir la liste des auteurs).